# Fosa craneal anterior
La fosa craneal anterior es una depresión en el suelo de la base del cráneo que alberga los lóbulos frontales que se proyectan del cerebro. Está formada por la placas orbitales del frontal, la placa cribiforme del etmoides, y las alas menores y la parte anterior del cuerpo del esfenoides; está limitada por detrás por los bordes posteriores de las alas menores del esfenoides y por el margen anterior del surco quiasmático. Las alas menores del esfenoides separan las fosas anterior y media.

## Estructura
Está atravesado por las suturas frontoetmoidal, esfenoetmoidal y esfenofrontal.
Sus porciones laterales techan las cavidades orbitarias y sostienen los lóbulos frontales del cerebro; son convexas y están marcadas por depresiones para las circunvoluciones cerebrales, y surcos para las ramas de los vasos meníngeos.
La porción central se corresponde con el techo de la cavidad nasal, y está marcadamente deprimida a ambos lados de la crista galli.
Presenta, en y cerca de la línea mediana, desde antes hacia atrás, el comienzo de la cresta frontal para la fijación del falx cerebri; el foramen cecum, entre el hueso frontal y la crista galli del etmoides, que suele transmitir una pequeña vena de la cavidad nasal al seno sagital superior; detrás del agujero cecal, la cresta galli, cuyo margen libre permite la unión con el falx cerebri; a ambos lados de la cresta galli, el surco olfativo formado por la placa cribiforme, que sostiene el bulbo olfativo y presenta forámenes para la transmisión de los nervios olfativos, y delante una abertura en forma de hendidura para el nervio nasociliar.
Lateralmente a cualquiera de los dos surcos olfatorios se encuentran las aberturas internas de los forámenes etmoidales; el anterior, situado aproximadamente en la mitad del margen lateral del surco olfatorio, transmite los vasos etmoidales anteriores y el nervio nasociliar; el nervio corre en un surco a lo largo del borde lateral de la placa cribiforme hasta la abertura en forma de hendidura antes mencionada; el foramen etmoidal posterior se abre en la parte posterior de este margen bajo la cubierta de la lámina saliente del esfenoides, y transmite los vasos etmoidales posteriores y el nervio.
Más atrás, en la línea media, se encuentra la espina etmoidal, limitada por detrás por una ligera elevación que separa dos surcos longitudinales poco profundos que sostienen los lóbulos olfatorios.
Detrás se encuentra el margen anterior del surco quiasmático, que discurre lateralmente a ambos lados hasta el margen superior del agujero óptico.

## Contenido

Fosa craneal anterior en verde.

La fosa craneal anterior contiene las siguientes partes del cerebro:
- lóbulo frontal de la corteza cerebral,
- bulbo olfativo,
- tracto olfativo,
- giro orbital.[3]

## Aberturas
Hay varias aberturas que conectan la fosa craneal anterior con otras partes del cráneo, y son las siguientes
- foramen etmoidal anterior,
- forámenes cribiformes.

El foramen etmoidal anterior emparejado conecta la fosa craneal anterior con cada órbita y transmite la arteria, el nervio y la vena etmoidales anteriores.
Los forámenes cribiformes son las aberturas de la placa cribiforme del hueso etmoides, que conectan la fosa craneal anterior con la cavidad nasal y transmiten los nervios olfatorios.

## Imágenes adicionales

Animación. Fosa craneal anterior mostrada en verde.
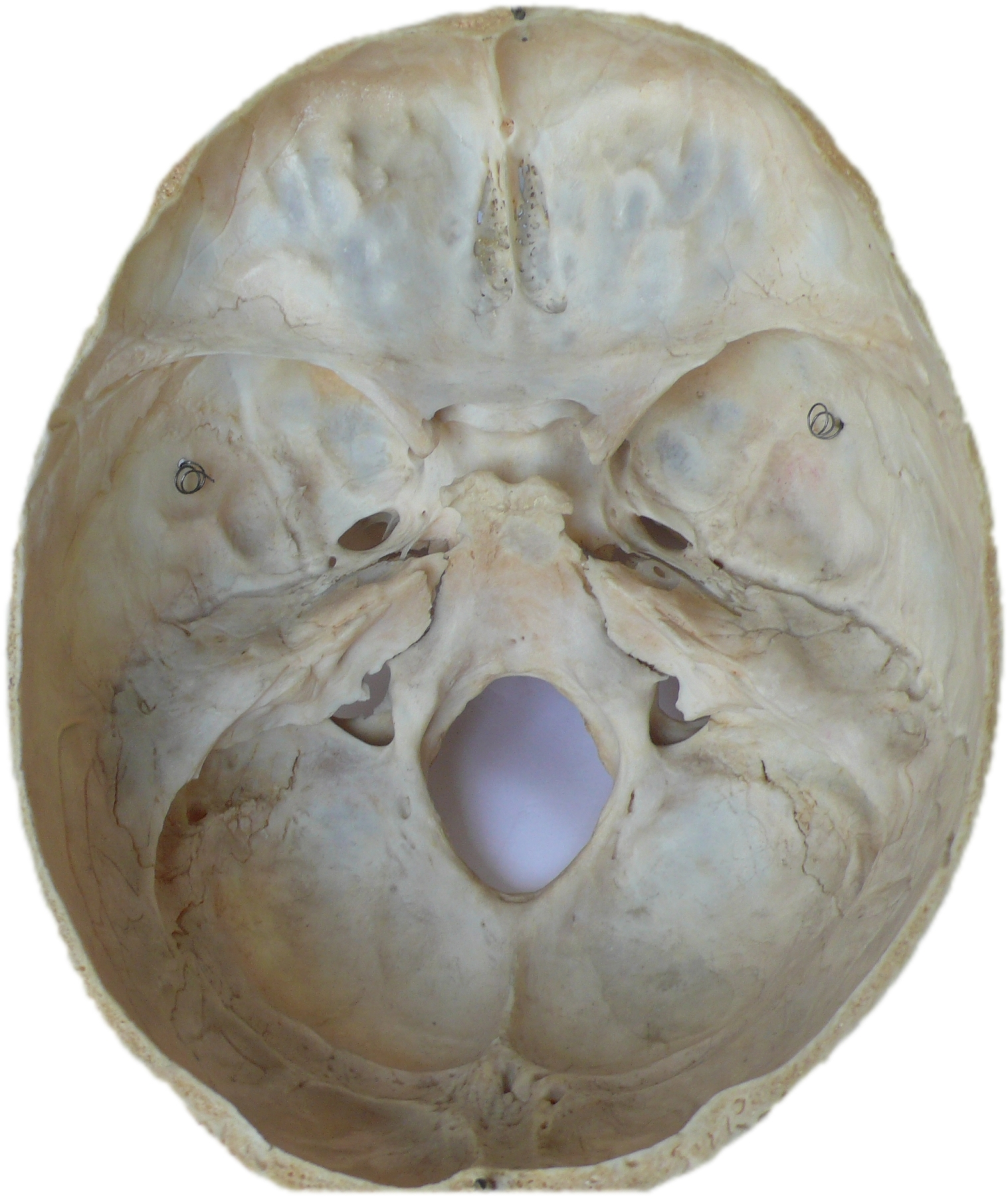
Foto. Base del cráneo. Vista superior.
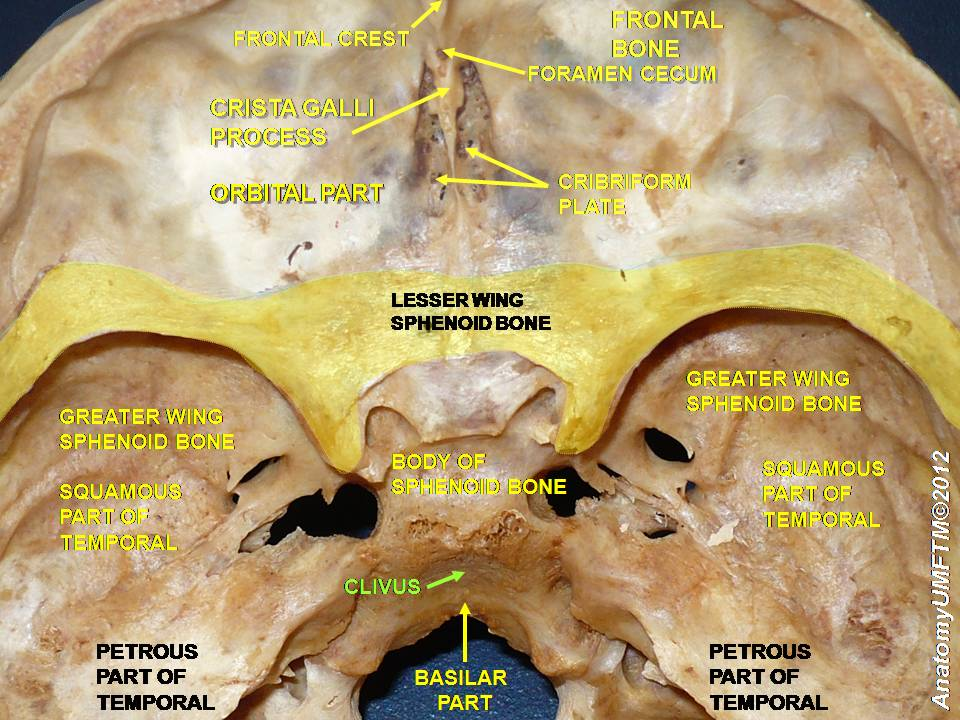
Alas menores del esfenoides coloreadas en amarillo.